# Bern Grizzlies
Der American-Football-Club Bern Grizzlies wurde 1985 gegründet und spielt seither in der Schweizer Meisterschaft.

## Geschichte

### 1985 bis 1989 – Gründung und erste Jahre
Am 5. Oktober 1985 werden die Bern Grizzlies von einigen Berner Footballenthusiasten ins Leben gerufen. Die ersten Clubstrukturen entstehen, und die Grizzlies werden als Mitglied in der Schweizer American-Football-Liga  aufgenommen. 1987 nimmt das Team zum ersten Mal an der Meisterschaft teil und erreicht mit nur einem Sieg den 8. Platz. 1988 schafft die Mannschaft den Aufstieg in die NLA mit Hilfe des Imports Nick Gotovac. 1989 schafft das Team unter Headcoach Giuseppe Maggio den Coup und gewinnt in der ersten NLA-Saison gleich den Meistertitel mit einem 35:22-Sieg in Swiss Bowl IV gegen die Basilisk Meanmachine.

### 1990 bis 1997 – Erster Absturz und Wiederaufstieg

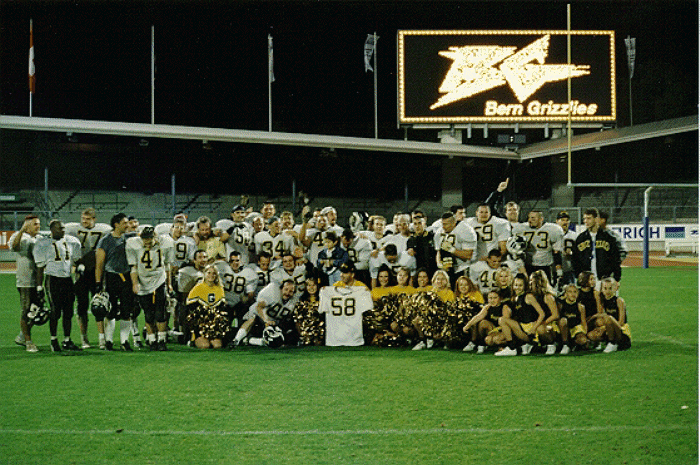
Meisterteam 1995

Obwohl viele Spieler das Team nach dem Meistertitel verlassen, nehmen die Grizzlies am Europacup teil, wo aber bereits in der ersten Runde gegen die Brüssel Raiders Endstation ist. In der Meisterschaft geht jedes Spiel verloren und so steigt die Mannschaft wieder in die NLB ab. 1991 und 1992 beenden die Grizzlies die Saison jeweils auf dem 2. Rang in der NLB und reorganisieren den Club komplett neu. 1993 trägt die Arbeit erste Früchte und das Team steigt wieder in die NLA auf. 1994 wird Rex Stapleton als neuer Headcoach der Grizzlies präsentiert. Unter seiner Leistung verbessert sich die Mannschaft und schafft es überraschend bis in den Halbfinale. Ein Jahr später ist die Mannschaft noch besser und gewinnt schliesslich Swiss Bowl X mit 29:21 gegen die Geneva Seahawks. 1996 gelingt es sogar den Meistertitel mit einem 21:12-Sieg wieder gegen die Geneva Seahawks im Swiss Bowl XI zu verteidigen. Gestärkt durch das Selbstvertrauen der beiden Meistertitel und verstärkt mit drei Imports wagen sich die Grizzlies wieder aufs internationale Parkett, verlieren dort aber zweimal gegen La Courneuve Flash. National marschieren die Grizzlies unbesiegt bis ins dritte Finalspiel in Serie durch. Swiss Bowl XII verlieren sie aber überraschend gegen die starken Seaside Vipers mit 21:31.

### 1998 bis 2002 – Die dunklen Jahre
Ein Grossteil der Leistungsträger beenden ihre Karriere nach der Finalniederlage, und so zerfällt die Mannschaft 1998 komplett und steigt mit nur einem gewonnenen Spiel wieder in die NLB ab. Die nächste Saison beenden die Hauptstädter auf dem 2. Rang der NLB, steigen aber am grünen Tisch wieder auf. Die Saison 2000 wird zum Debakel. Nach 8 Niederlagen und erheblichen Schwierigkeiten trennen sich die Grizzlies von ihrem Coach Mark Garza und beenden die Saison auf dem letzten Rang der NLA. Ein Abstieg wird nur verhindert da für die Saison 2001 eine Einheitsliga geplant ist. Während dieser Saison beweist der Botschaftsangehörige Keith Logan was mit gutem Coaching aus der Mannschaft zu machen wäre und führt sie überraschend bis in die Play-offs. Da Logan die Saison darauf versetzt wird fallen die Grizzlies wieder in ein Loch und landen mit nur einem Sieg auf dem zweitletzten Rang.

### 2003 bis 2007 – Der konsequente Wiederaufbau

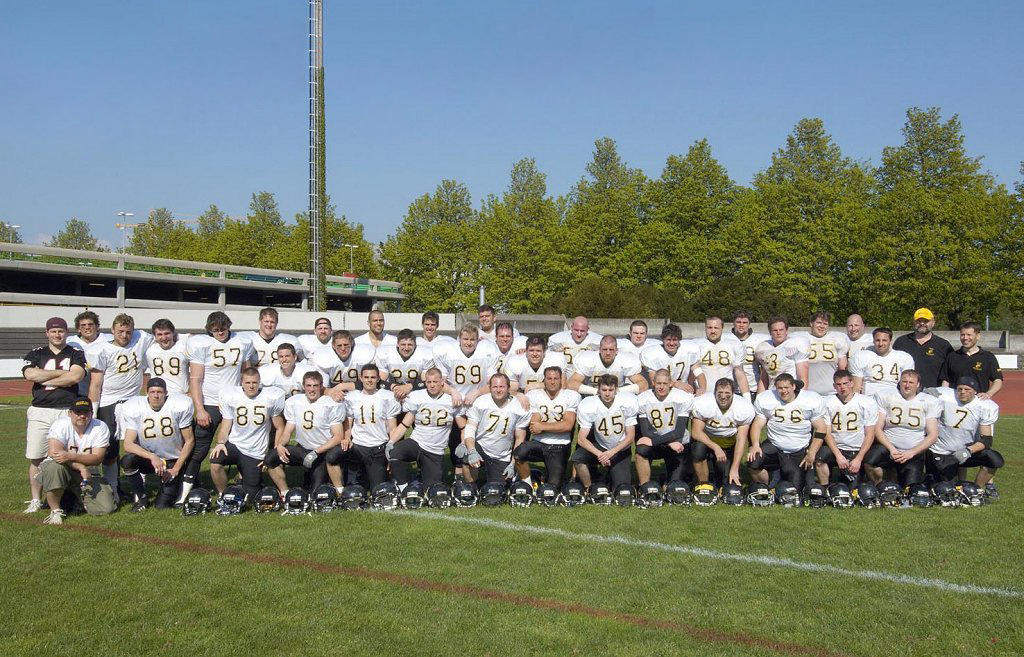
Meisterteam 2007

Um den Sprung an die Spitze wieder zu schaffen werden grosse Anstrengungen unternommen. Der Vorstand wird erweitert und optimiert die Ausgangslage für die Mannschaft. Juniorencoach Michael Fuchs übernimmt das Amt auch in der 1. Mannschaft komplett und beginnt die Mannschaft umzukrempeln und viele ehemalige Junioren ins Team einzubinden. 2003 erreicht die Mannschaft seit 1997 erstmals wieder den Halbfinal in den Play-offs. Die Integration von ehemaligen Junioren wird konsequent weiterverfolgt was nach knapp verpassten Play-offs 2004 wieder zu Halbfinalteilnahmen 2005 und 2006 führt. Die Mannschaft hat bis zu diesem Zeitpunkt eine respektable Grösse erreicht und viel Spielerfahrung gewonnen, weshalb entschieden wird, dass für die Saison 2007 statt einem Import wie die drei Jahre zuvor, neu zwei Imports verpflichtet werden, welche das Coaching von Michael Fuchs übernehmen sollen. Die Grizzlies verpflichten für die Offense Quarterback Reed Gottula und schaffen es für die Defense Linebacker Shad McLachlan nach 2006 für eine zweite Saison zu verpflichten. Der Plan geht vollumfänglich auf, die Grizzlies qualifizieren sich ohne Niederlage auf dem 1. Rang für den Halbfinal, welcher knapp gewonnen wird. Voller Selbstvertrauen spielt die Mannschaft in Swiss Bowl XXII gross auf und gewinnt den 4. Meistertitel der Clubgeschichte gegen die Winterthur Warriors mit 24:17.

### 2008 bis 2016 – Konstante Jahre in der NLA
2008 beenden die Grizzlies unter Headcoach Todd Ferguson die Saison auf dem 3. Rang, da wegen der Fussball-EM keine Play-offs ausgetragen werden. Auch 2009 schaffte das Team unter dem neuen Headcoach/Coachspieler Todd Hendricks den Einzug in den Swiss Bowl nicht. Ab 2010 übernahmen Oli Liechti und Marcel Schneider je zwei Jahre als Headcoach die Leitung des Teams. In allen vier Jahren konnten sich die Berner nicht für den Swiss Bowl qualifizieren. Seit 2014 übernimmt Stefan Künzi die Leitung des Teams und führte die Mannschaft 2015 unter Mithilfe von Meistercoach Rex Stapleton in das Endspiel, welches gegen die Calanda Broncos verloren ging.
2016 gewannen die Grizzlies den Swiss Bowl XXXI gegen die Calanda Broncos mit 42:35 und wurden somit Schweizer Meister.

### 2017 bis 2020 – Starke Saisons ohne Finaleinzug
Trotz einiger Abgänge und einer guten Jugendspielergeneration konnten die Grizzlies ein wettbewerbsfähiges Team aufstellen. Daher verpassten sie den Finaleinzug in den folgenden Jahren nur knapp. Im Jahr 2017 schafften es die Grizzlies erneut in die Playoffs der Nationalliga A (NLA). Im Halbfinale trafen sie auf die Basel Gladiators, mussten sich jedoch mit 7:14 geschlagen geben und verpassten somit den Einzug in den Swiss Bowl gegen die Calanda Broncos. Auch 2018 waren die Bern Grizzlies wieder in den Playoffs vertreten. Im Halbfinale unterlagen sie den Geneva Seahawks mit 14:21 und verpassten somit erneut die Chance, im heimischen Leichtathletikstadion Wankdorf um den Titel zu kämpfen. Die Saison 2020 wurde stark von der COVID-19-Pandemie beeinflusst, was den Spielbetrieb erheblich einschränkte. Aufgrund dieser außergewöhnlichen Umstände gibt es nur begrenzte Informationen zu den Aktivitäten der Bern Grizzlies in diesem Jahr.

### 2021 bis 2022 – Vizemeisterschaft und erneuter Meisterschaftsgewinn
Im Jahr 2021 verpflichteten die Grizzlies einen neuen Headcoach und Offensive Coordinator, Armand Mensen, den amerikanischen Quarterback Clark Evans und den Defensive Coordinator John Falk. Mit neuer offensiver und defensiver Power konnten sie viele Siege verzeichnen. Aufgrund dieser Verbesserungen zogen die Grizzlies noch im selben Jahr ins Finale des Swiss Bowls ein. In einem hart umkämpften Spiel gegen die Calanda Broncos mussten sie sich jedoch mit 12:21 geschlagen geben und beendeten die Saison als Vizemeister. Die Saison 2022 stellte einen weiteren Höhepunkt in der Vereinsgeschichte dar. Das Team konnte den Vizemeistertitel nur schwer verdauen und war deshalb im darauffolgenden Jahr hungrig auf den Meistertitel. Um das Defensive Backfield zu verstärken, verpflichteten die Grizzlies den ehemaligen Philadelphia-Eagles-Spieler Jamalcom Liggins. Sie besiegten die Thun Tigers im Halbfinale klar mit 45:0 und zogen somit in den Swiss Bowl XXXVI ein. Die Bern Grizzlies besiegten die Calanda Broncos in einem spannenden Swiss Bowl in Grenchen mit 26:22 und sicherten sich damit ihren sechsten Schweizer Meistertitel. Die Grizzlies schlossen die Saison mit einer Bilanz von 12:0 ab und stellten sowohl die beste Offense (#1 mit 439 erzielten Punkten) als auch die beste Defense (#1 mit nur 94 zugelassenen Punkten). Dieser Erfolg unterstrich die kontinuierliche Entwicklung und Dominanz des Teams in der Schweizer American-Football-Szene.

### 2023 – bis jetz
Durch die Gründung des ELF-Franchise Helvetic Guards (später Helvetic Mercenaries) verloren die Grizzlies viele Stammspieler, die noch zum Meistertitel 2022 beigetragen hatten. Ohne erfahrene Spieler und mit vielen jungen, ehemaligen Juniorenspielern musste das daraufhin neu zusammengestellte Team einige herbe Niederlagen einstecken. In den darauffolgenden Jahren kämpften die Grizzlies in den unteren Tabellenplätzen und konnten nur knapp einen Abstieg in die NLB verhindern. Mit der Rückkehr der damaligen Stammspieler für die Saison 2025 wurde das Team neu aufgemischt. Nun streben sie in dieser Saison erneut den Meistertitel an.

## Nachwuchs

### Juniorenmannschaft
Seit Jugendmannschaften in der Schweiz obligatorisch sind, betreiben die Grizzlies eine eigene Juniorenabteilung. In den Anfängen noch als Muss betrachtet, merkte man Ende der 90er Jahre, dass erfolgreiche Nachwuchsarbeit auch Erfolge in der 1. Mannschaft mit sich zieht. Im ersten Junior Bowl überhaupt verloren die Grizzlies in der Verlängerung gegen die Zurich Renegades, dann wurde es lange Zeit still um die Berner Jugend. Erst 1997 meldeten sich die Junioren mit einer knappen Halbfinalniederlage zurück an die Spitze. 1998 gelang als Qualifikationssieger wiederum der Einzug in das Endspiel, welches aber klar verloren ging. 1999 gewannen die jungen Grizzlies den ersten Jugendmeistertitel der Vereinsgeschichte. Die Grizzlies spielten während dieser Zeit immer an der nationalen Spitze mit, schafften es aber nie ins Endspiel. So verloren die Berner von 1997 bis 2001 kein Saisonspiel zu Hause und schafften es als einziges Team von 1997 bis 2003 sich jedes Jahr für die Playoffs zu qualifizieren. Erst 2003 gelangte man wieder über den Halbfinal hinaus ins Endspiel, welches gegen die Gladiators beider Basel verloren ging. Seither ist es wieder etwas still um die Jugend der Grizzlies geworden, aber dennoch schaffen jährlich Spieler den erfolgreichen Aufstieg in die 1. Mannschaft. 2014 gelang den Junioren der Sprung in den Swiss Bowl wieder, und die jungen Grizzlies holen sich den zweiten Meistertitel in der Vereinsgeschichte. 2017 gewannen sie einen weiteren Titel durch ein 0:17 in Winterthur gegen die Winterthur Warriors. Ein Jahr später erreichten sie nach dem Halbfinalsieg gegen die Basel Gladiators mit 14:13 den Einzug in den Juniorbowl 2018. Die Junioren gewannen gegen die Genfer Seahawks mit 20:14 und verteidigten den Titel.

### Flag Football
Seit 2005 haben die Grizzlies auch eine eigene Flagfootballmannschaft. Mit Flag Football soll vor allem den ganz jungen Spielern eine Alternative zu den bekannteren Sportarten geboten werden.

### Circle of Honor
Obwohl sich bereits über 500 Junioren das Jersey der Grizzlies über die Schultern gezogen haben, gibt es doch sehr wenige, die die volle Juniorendauer von 5 Jahren absolviert haben. In den Circle of Honor werden alle Spieler und Coaches aufgenommen, die sich während mindestens 5 Jahren im Team befunden haben. Folgende Personen gehören zu diesem exklusiven Kreis:
- 1992–1996, LB #34, Lorenz Wermuth,
- 1995–1999, NT #78, Bernd Aerni
- 1995–1999, LB #44, Patrick Jegerlehner
- 1995–1999, QB #17, Marc Riveiro
- 1996–2000, CB #30, Sven Balsiger
- 1996–2000, DT #67, Marco Buffolino
- 1996–2000, OG #52, Martin Hänni
- 1999–2003, LB #53, Matthieu Hänni
- 1999–2004, QB #13, Samuel Faustor
- 2000–2004, Coach Martin Blatter
- 2002–2006, DT #69, Stefan Glauser
- 2004–2008, QB #13, Gregory Huerta
- 2004–2015, Coach Patrick Huerta

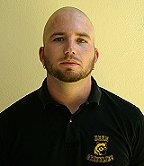
Coach Martin Blatter

- 2000–2003; 2008, Coach Michael Fuchs

## Cluberfolge

### 1. Mannschaft (NLA)
(Quelle: )
- 2022: Schweizer Meister
- 2021: Vizemeister
- 2016: Schweizer Meister
- 2015: Vizemeister
- 2007: Schweizer Meister
- 1997: Vizemeister
- 1996: Schweizer Meister
- 1995: Schweizer Meister
- 1989: Schweizer Meister

### Junioren (U19)
(Quelle: )
- 2018: Schweizer Meister
- 2017: Schweizer Meister
- 2014: Schweizer Meister
- 2003: Vizemeister
- 1999: Schweizer Meister
- 1998: Vizemeister
- 1992: Vizemeister

### Junioren (U16)
(Quelle: )
- 2023: Schweizer Meister
- 2018: Vizemeister
- 2016: Vizemeister

### Flag
Teilnahme an der Meisterschaft

## Auszeichnungen

### Liga
- 2009 Offense Runner Up: HB #45 Fabian Schaller
- 2008 Defense MVP: DB #33 Marc Egli
- 2007 Offense Runner Up: QB #21 Reed Gottula
- 2007 Defense MVP: LB #3 Shad McLachlan
- 2007 Defense Runner Up: DE #13 Dave Bosch
- 2005 Defense MVP: LB #17 Marc Riveiro

### Swiss Bowl (NLA)
- 2022 MVP Swiss Bowl XXXVI RB #6 Ibony Mbungu

- 2016 MVP Swiss Bowl XXXI QB #7 Jacob Caron

- 2015 MVP Swiss Bowl XXX: RB #28 Darius Willis
- 2007 MVP Swiss Bowl XXII: DB #33 Marc Egli
- 1997 MVP Swiss Bowl XII: LB #35 Stefan Künzi
- 1996 MVP Swiss Bowl XI: QB #13 Adam Kowles
- 1995 MVP Swiss Bowl X: PR #11 Dwight Jones

### Junior Bowl
- 2018 MVP Junior Bowl XXXIV: QB #5 Matteo Schlapbach
- 2017 MVP Junior Bowl XXXII: WR #15 Moha Elshafie
- 2014 MVP Junior Bowl XXIX: RB #44 Silas Stulz
- 2003 MVP Junior Bowl XII: RB #30 Marcel Zehnder
- 1999 MVP Junior Bowl VIII: QB #17 Marc Riveiro
- 1998 MVP Junior Bowl VII: DE #70 Michael Fuchs